# Placenta praevia

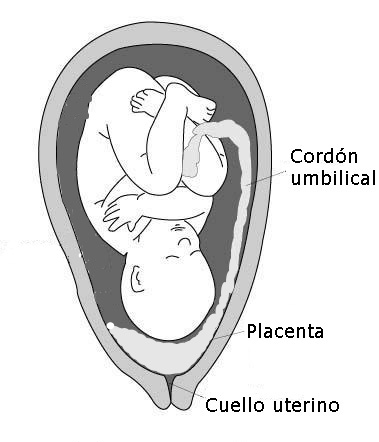
Placta praevia, moderkakan täcker livmoderhalsmynningen.

Placenta praevia, eller föreliggande moderkaka, är en allvarlig förlossningskomplikation vilken innebär att moderkakan är placerad i livmoderns nedre del så att den täcker livmoderhalsens inre mynning, eller ligger alldeles intill denna. Detta kan leda till svåra blödningar under graviditeten eller under förlossningen. Om det upptäcks innan förlossningen förlöses kvinnan generellt sett med kejsarsnitt. Riskfaktorer för tillståndet är framförallt tidigare kejsarsnitt.